# Mher Mkrttschjan

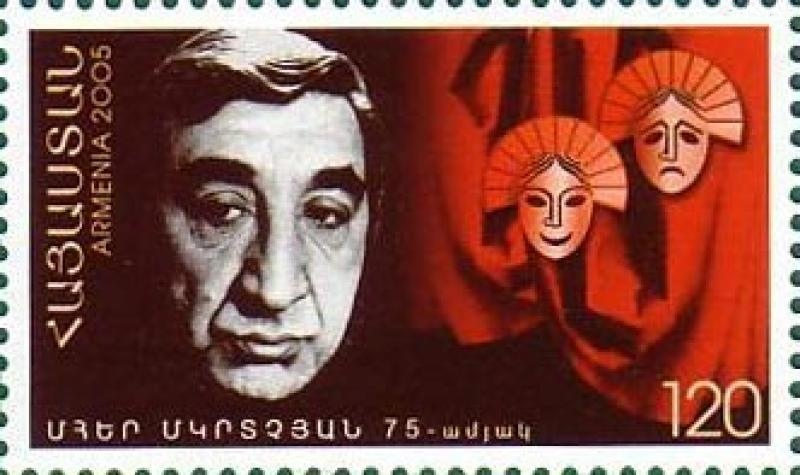
Mher Mkrttschjan auf einer Briefmarke

Mher Mkrttschjan, eigentlich Frunsik (Mher) Muscheghi Mkrttschjan (armenisch Ֆրունզիկ (Մհեր) Մուշեղի Մկրտչյան Frunzik (Mher) Musheghi Mkrtč’yan, russisch Фрунзик (Мгер) Мушегович Мкртчян Frunzik (Mger) Mušegovič Mkrtčjan) (* 4. Juli 1930 in Leninakan, Armenische SSR, UdSSR; † 29. Dezember 1993 in Jerewan, Armenien) war ein sowjetischer und armenischer Theater- und Filmschauspieler armenischer Nationalität.

## Leben
Mkrttschjan wurde in Leninakan, heute Gjumri, in Armenien geboren. Sein Rufname Frunsik resultierte aus der Bewunderung seiner Mutter für den kommunistischen Revolutionsführer Michail Frunse. Erste Erfahrungen mit dem Theater sammelte er während der Proben der Laienschauspielgruppe im Klub der örtlichen Textilfabrik, wo er seit 1945 auch als Assistent für Leinwandtechnik tätig war. Seit 1947 wurde er offiziell Schauspieler im Leninakaner Stadttheater „Mrawjan“. Von 1951 bis 1956 machte er eine Ausbildung am Jerewaner Institut für Schauspielkunst. Nach dem Abschluss der Hochschule 1956 wurde er in die Theaterspielgruppe des akademischen Theaters in Jerewan aufgenommen. Parallel dazu begann er mit den ersten Filmaufnahmen. Der erste Film mit seiner Teilnahme V poiskach adresata, zu deutsch Auf der Suche nach dem Empfänger (russisch В поисках адресата) kam 1955 in die Kinos. Besonderes Talent bewies er in Komödien und wurde insbesondere durch den Film Mimino (russisch Мимино) im Jahr 1977 in der gesamten Sowjetunion bekannt. Sein Bekanntheitsgrad führte sogar so weit, dass er in Armenien, aufgrund der ständigen Einladungen, praktisch ohne Geld leben konnte.
Sein persönliches Leben muss aber als tragisch bezeichnet werden. Seine drei unglücklich verlaufenen Ehen, die psychischen Erkrankungen seiner zweiten Ehefrau Donara und ihres gemeinsamen Sohnes Wasgen, ließen ihn depressiv werden und er gab sich dem Alkohol hin. Sein Bruder wird dahingehend zitiert, dass Mher Mkrttschjan bewusst den Tod suchte, da er im Leben scheinbar kein Glück fand. Sein Bruder fand ihn am 29. Dezember 1993 tot in der Wohnung in Jerewan. Die Beisetzung am 31. Dezember 1993 stieß auf große Anteilnahme in der armenischen Bevölkerung.

## Familie
- Bruder – Albert (Ալբերտ) (Regisseur und Drehbuchautor).
- Erste Frau – Knara (Քնարա), eine Studienkollegin
- Zweite Frau – Donara (Դոնարա) (1941–2011), in der ehemaligen Sowjetunion bekannt in der Rolle der Ehefrau Dzhabraila im Film Kawkaskaja plenniza, ili novyje prikljutschenija Schurika (russisch Кавказская пленница, или Новые приключения Шурика) wo beide – Donara und Frunsik – zusammen spielten. In Jerewan im Staatstheater als herausragende Schauspielerin bekannt gewesen. Litt an Schizophrenie[1][2][3] und wurde die letzten 25 Jahre ihres Lebens in einer Klinik in Sewan betreut.[4]
  - Sohn – Wasgen (Վազհեն) (1972–2003), litt an derselben psychische Erkrankung wie seine Mutter.
  - Tochter – Nune (Նունե) (1959–1998), wanderte Anfang der 1990er Jahre mit ihrem Mann nach Argentinien aus.
- Dritte Frau – Tamara (Թամարա), Tochter des Vorsitzenden des Schriftstellerverbandes Armeniens Gratschja Oganesjan (russisch Грачья Оганесян).

## Auszeichnungen
- 1971 – Verdienter Künstler der Armenischen SSR
- 1975 – Staatspreis der Armenischen SSR für die Leistung im Film Triugolnik, zu deutsch Dreieck (russisch Треугольник)
- 1978 – Staatspreis der UdSSR für die Leistung im Film Mimino (russisch Мимино)
- 1984 – Volkskünstler der UdSSR

## Filmografie

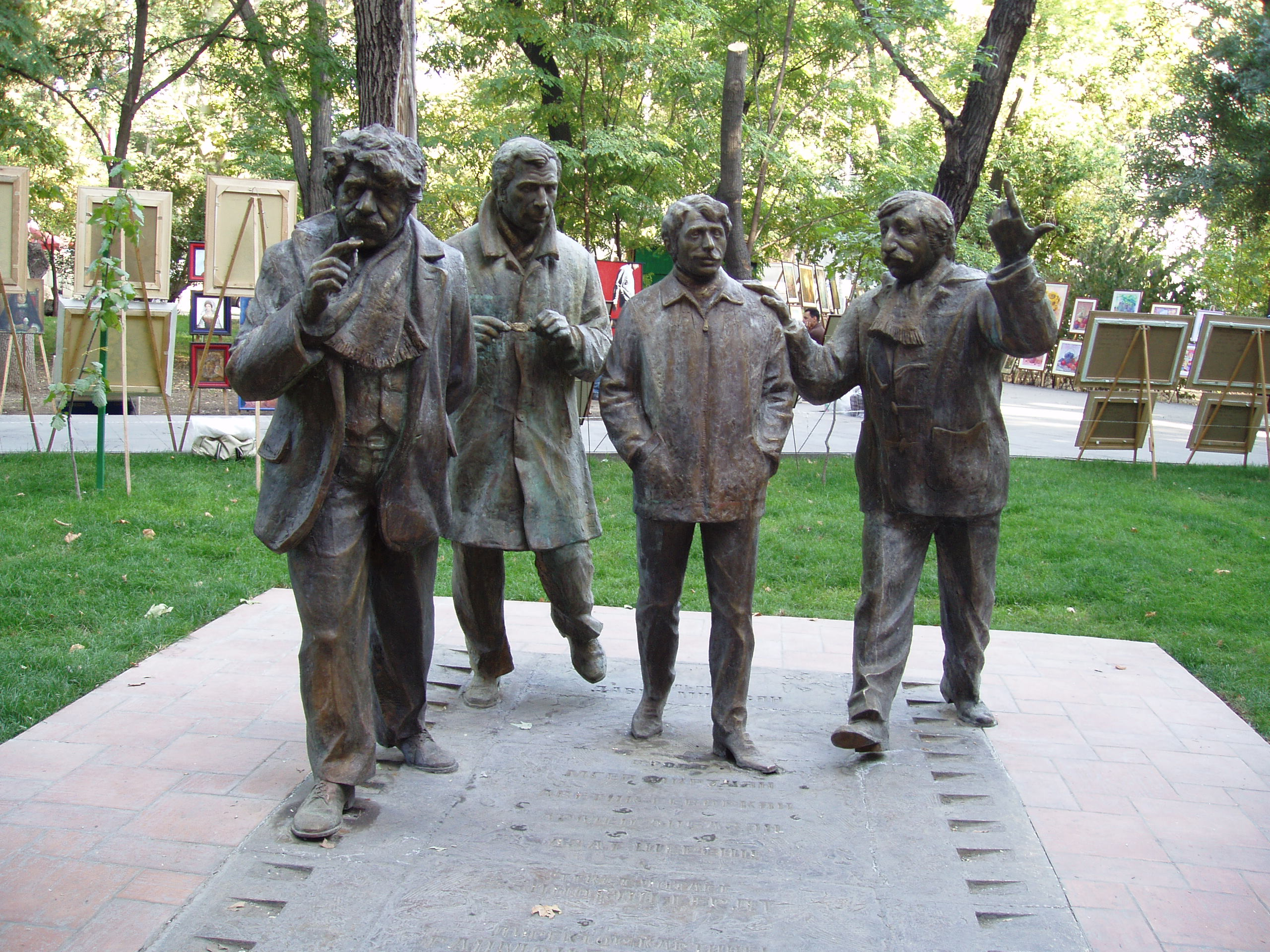
Standbildensemble in Jerewan aus dem Jahr 2007 zum 35. Jubiläum des Films Tghamardik mit Mher Mkrttschjan (links)

1. 1955 – V poiskach adresata (russisch В поисках адресата)
2. 1956 – Iz-za česti (russ. Из-за чести)
3. 1959 – O čem šumit reka (russ. О чем шумит река)
4. 1960 – Parni muzkomandy (russ. Парни музкоманды)
5. 1965 – Tridcat tri (russ. Тридцать три)
6. 1966 – Kavkazskaja plennica, ili novye priključenja Šurika (russ. Кавказская пленница, или Новые приключения Шурика)
7. 1966 – Ajbolit 66 (russ. Айболит 66)
8. 1966 – Formula radugi (russ. Формула радуги)
9. 1966 – Dvadcat šest bakinskich kommissarov (russ. Двадцать шесть бакинских комиссаров)
10. 1967 – Treugolnik (russ. Треугольник)
11. 1967 – Iz vremjon goloda (russ. Из времён голода)
12. 1968 – Bely rojal (russ. Белый рояль)
13. 1968 – Vzryv posle polunoči (russ. Взрыв после полуночи)
14. 1969 – Ne gorjuj! (russ. Не горюй!)
15. 1970 – Adam i Eva (russ. Адам и Хева)
16. 1971 – My i naši gory (russ. Мы и наши горы)
17. 1971 – Kavkazskja plennica ili Novie Prokkljucenija Shurika
18. 1971 – Včera, segodnja i vsegda (russ. Вчера, сегодня и всегда)
19. 1971 – Atabala (russ. атабала)
20. 1972 – Mužčiny (russ. Мужчины)
21. 1972 – Ajrik (russ. Айрик (Папа))
22. 1977 – Bagdasar razvoditsja s ženoj (russ. Багдасар разводится с женой)
23. 1977 – Naapet (russ. Наапет)
24. 1977 – Soldat i slon (russ. Солдат и слон)
25. 1977 – Mimino (russ. Мимино)
26. 1979 – Mann, bleib auf dem Teppich! (russ. Суета сует)
27. 1979 – Dobraja polovina žizni (russ. Добрая половина жизни)
28. 1980 – Ali Baba und die 40 Räuber (russ. Приключения Али-бабы и сорока разбойников)
29. 1980 – Die Ohrfeige (russ. Пощёчина)
30. 1980 – Krupny vyigryš (russ. Крупный выигрыш)
31. 1981 – Tiflis – Pariž i obratno (russ. Тифлис – Париж и обратно)
32. 1983 – Požar (russ. Пожар)
33. 1983 – Odinokim predostavljaetsa obščežitie (russ. Одиноким предоставляется общежитие)
34. 1984 – Legende von der Liebe (russ. Легенда о любви)
35. 1985 – Tango našego detsva (russ. Танго нашего детства)
36. 1987 – Kak doma, kak dela? (russ. Как дома, как дела?)